# Abraham Kibiwot
Abraham Kibiwot (ur. 6 kwietnia 1996 w hrabstwie Uasin Gishu) – kenijski lekkoatleta, specjalizujący się w biegach długich, dwukrotny medalista igrzysk Wspólnoty Narodów, olimpijczyk.
Specjalizuje się w biegu a 3000 metrów z przeszkodami. Zdobył w tej konkurencji brązowy medal na mistrzostwach Afryki w 2016 w Durbanie, srebrny medal na igrzyskach Wspólnoty Narodów w 2018 w Gold Coast, zajął 10. miejsce na igrzyskach olimpijskich w 2020 w Tokio i zwyciężył na igrzyskach Wspólnoty Narodów w 2022 w Birmingham. W 2023 został brązowym medalistą mistrzostw świata, natomiast rok później podczas igrzysk olimpijskich w Paryżu wywalczył brązowy medal.

## Osiągnięcia
| Rok  | Impreza                               | Miejsce     | Konkurencja                   | Pozycja     | Wynik   |
| ---- | ------------------------------------- | ----------- | ----------------------------- | ----------- | ------- |
| 2013 | Mistrzostwa Afryki juniorów młodszych | Warri       | bieg na 2000 m z przeszkodami | 5. miejsce  | 5:53,90 |
| 2015 | Mistrzostwa Afryki juniorów           | Addis Abeba | bieg na 3000 m z przeszkodami | 1. miejsce  | 8:47,43 |
| 2016 | Mistrzostwa Afryki                    | Durban      | bieg na 3000 m z przeszkodami | 3. miejsce  | 8:24,19 |
| 2018 | Igrzyska Wspólnoty Narodów            | Gold Coast  | bieg na 3000 m z przeszkodami | 2. miejsce  | 8:10,62 |
| 2019 | Mistrzostwa świata                    | Doha        | bieg na 3000 m z przeszkodami | 7. miejsce  | 8:08,52 |
| 2021 | Igrzyska olimpijskie                  | Tokio       | bieg na 3000 m z przeszkodami | 10. miejsce | 8:19,41 |
| 2022 | Mistrzostwa świata                    | Eugene      | bieg na 3000 m z przeszkodami | 5. miejsce  | 8:28,95 |
| 2022 | Igrzyska Wspólnoty Narodów            | Birmingham  | bieg na 3000 m z przeszkodami | 1. miejsce  | 8:11,15 |
| 2023 | Mistrzostwa świata                    | Budapeszt   | bieg na 3000 m z przeszkodami | 3. miejsce  | 8:11,98 |
| 2024 | Igrzyska olimpijskie                  | Paryż       | bieg na 3000 m z przeszkodami | 3. miejsce  | 8:06,47 |

## Rekordy życiowe
Rekordy życiowe Kibiwota:
- bieg na 3000 metrów – 7:56,05 (13 maja 2021, Vught)
- bieg na 3000 metrów z przeszkodami – 8:05,51 (28 maja 2023, Rabat)